# Francisco Javier Moya Fernández

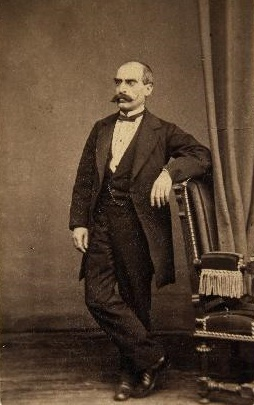
Francisco Javier Moya Fernández, fotografía de J. Laurent. Museo de Historia de Madrid.

Francisco Javier Moya Fernández (Hellín, 6 de marzo de 1821-30 de marzo de 1883) fue un abogado, periodista y político demócrata español, diputado constituyente por el distrito de Albacete en las elecciones parciales del 15 de enero de 1869 y reelegido por el distrito de Hellín en marzo de 1871. Tras la Restauración, incorporado a las filas del Partido Liberal Fusionista de Sagasta, fue elegido senador por la provincia de Albacete para los periodos 1881-1882 y 1882-1883.

## Biografía
Hijo de un regidor perpetuo de Hellín, estudió cuatro años de filosofía en el seminario de San Fulgencio de Murcia y leyes en la Universidad de Valencia, donde obtuvo el bachiller en 1842, licenciándose en 1844 por la Universidad de Madrid en leyes y administración. Al mismo tiempo se inició en el periodismo en El Peninsular de Eusebio Asquerino y contribuyó a fundar en 1846 La Libertad, órgano de difusión de las ideas democráticas. Suprimido por orden gubernativa, pasó a El Eco del Comercio, que también sufriría la persecución gubernativa y el cierre definitivo en 1848. Este año entró en la sociedad El Porvenir que reunía a los demócratas del partido progresista, encargándose de las lecciones dedicadas al socialismo, pronto suspendidas.
Con Sixto Cámara, Leandro Rubio y Antonio Ignacio Cervera fundó en 1851 La Tribuna del Pueblo, nuevo órgano de prensa dedicado a la difusión de las ideas democráticas. A comienzos de la década de 1850 colaboró con los diversos periódicos de esta tendencia y en 1853 llegó a dirigir brevemente La Voz del Pueblo. Fue durante el Bienio Progresista uno de los demócratas que optaron por aceptar cargos políticos, creyendo favorecería a su causa la colaboración con los progresistas puros, siendo designado secretario del gobierno civil de Cáceres, pero tras la reacción de O'Donnell presentó la dimisión y se retiró a Albacete donde abrió un bufete. En 1861, muerto su padre, se estableció en Hellín para ocuparse de su hacienda. Desde allí colaboró con La Iberia. Por uno de sus artículos fue procesado en julio de 1865, lo que le obligó a trasladarse a Madrid para ejercer su defensa, saliendo finalmente absuelto en septiembre de 1866. Cuando en enero de 1868 Sagasta decidió sacar de nuevo a la luz La Iberia, con el título de La Nueva Iberia, puso a su frente a Moya, que desde el primer número defendió la fusión de los progresistas y los demócratas para preparar la revolución y el cambio de dinastía. Tras el triunfo de la Revolución de 1868 fue elegido diputado constituyente por Hellín, integrándose en la mayoría monárquica progresista. En abril de 1869 defendió en la cámara la proposición presentada por la fracción de los antiguos demócratas solicitando la abolición de la pena de muerte.
Con el mismo espíritu editó en 1871 el opúsculo La infalibilidad del Papa: Del poder temporal y de la supremacía espiritual que se atribuye el Pontífice Romano en respuesta al dogma aprobado un año antes por el Concilio Vaticano I de la infalibilidad papal. Con una visión del cristianismo primitivo cercana a la defendida por Emilio Castelar, Moya sostenía que con Constantino I habían desaparecido la libertad, fraternidad y tolerancia del cristianismo primitivo y en su lugar la Iglesia, dominada por el papa y los jesuitas, practicaba la intolerancia y la persecución religiosa contra lo que habían sido las enseñanzas de Cristo.
Tras la Restauración se incorporó al Partido Liberal Fusionista de Sagasta por el que en 1881 fue elegido senador por la provincia de Albacete. El mismo año fue nombrado fiscal del Tribunal de Cuentas y firmó como vicepresidente primero los estatutos fundacionales de la Liga madrileña contra la ignorancia.

## Obras
- La infalibilidad del Papa: Del poder temporal y de la supremacía espiritual que se atribuye al Pontífice Romano [Seguido de] De la primacía del Papa Obra en que se demuestra que la primacía del Obispo de Roma no es más que gerárgica y honorífica sin ser de institución divina ni de jurisdicción, Madrid, 1871.
- Teoría del Derecho y del Deber, Madrid, 1881.